# Диас, Хосе Эдувихис
Хосе́ Эдуви́хис Ди́ас (исп. José Eduvigis Díaz; 17 октября 1833,Серро-Вера,Парагвай — 7 февраля 1867, Пасо-Пуку,Парагвай) — парагвайский генерал. Диас родился в городе Серро-Вера, на востоке Пираю в департаменте Парагуари. Его родителями были Хуан Андрес Диас и Долорес Вера.
В 1852 году он вступил в ополчение, а затем поступил в полицейский батальон № 40. Он стал начальником полиции в Асунсьоне и впервые отличился на рейде по Паране в городе Корриентес весной 1866 года во время Парагвайской войны. Диас стал героем 22 сентября 1866 года в битве при Курупайти, приведшей к унизительному разгрому союзных войск. Не прошло и четырёх месяцев, как, 7 февраля 1867 года он умер при выполнении миссии, возложенной на него Франсиско Солано Лопесом. В него, когда он выполнял разведку реки на каноэ,  попал осколок снаряда бразильского корабля. Врачи ампутировали его ногу, но они не смогли спасти его жизнь. Хосе Эдувихис Диас был повышен до звания генерала за час до смерти.
Кроме битвы при Курупайти, Диас участвовал в боях при Корралес, Эстеро Беллако и Туюти (в котором он командовал войсками Парагвая против объединённых сил союзников), Бокерон и Саус.
После его смерти гроб с его телом был доставлен в Асунсьон, весь город сопровождал похоронную процессию. Он похоронен на кладбище в районе Реколета. В 1939 году останки Диаса были сданы на хранение в урну в Пантеоне героев, вместе с останками Карлоса Антонио Лопеса.
Парагвайское шоссе Рута 4 названо в его честь. Так же его имя носит Парагвайский футбольный клуб. Он изображён на монете в 100 гуарани.